# Promjena kulture
Kulturna promjena termin je koji se rabi u kreiranju javnih politika koji naglašava utjecaj kulturnog kapitala na ponašanje pojedinaca i zajednicā. Ponekad se naziva kulturnim repozicioniranjem: restrukturiranjem kulturnih koncepata društva. Ispituje determinante društvenog i kulturnog kapitala u donošenju odluka i kako ti čimbenici međusobno djeluju s drugim čimbenicima kao što su dostupnost informacija i ekonomski poticaji koje pojedinci koriste za usmjeravanje svog ponašanja.
Ti utjecaji kulturnog kapitala uključuju ulogu roditelja, članova obitelji i bliskih prijatelja. Organizacije kao što su škole i radna mjesta, zajednici i susjedstvu i širih društvenih utjecaja poput medija. Taj se kulturni kapital očituje u određenim vrijednostima, stavovima ili društvenim normama, za koje se tvrdi da određuju namjere ponašanja koje pojedinci usvajaju u vezi s određenim odlukama ili smjerovima djelovanja. Ove bihevioralne namjere su u interakciji s drugim bihevioralnim determinantama, kao što su financijski poticaji, propisi i zakoni, te razine informacija, kako bi usmjerile stvarno ponašanje i naposljetku vratile natrag u temeljni kulturni kapital.
Općenito, kulturni stereotipi predstavljaju veliki otpor promjenama i redefiniranju samih sebe, a mutacije u kulturi događaju se postupno, tako da se promatraču čini fiksiranom u određenom trenutku. je uobičajeno. Kulturna promjena je dugotrajan proces. Kreatori politike moraju uložiti velike napore kako bi poboljšali neke temeljne aspekte kulturnih karakteristika društva.

## Kultura
Raimon Panikkar identificirao je 29 načina za postizanje kulturne promjene, uključujući rast, razvoj, evoluciju, prodor, inovaciju, redizajn, reformu, oživljavanje, revoluciju, probojnu varijaciju, napredak, difuziju, apsorpciju, posuđivanje, eklekticizam, sinkretizam, modernizaciju, lokalizaciju i pretvorbu. U ovom kontekstu, modernizacija se može promatrati kao usvajanje vjerovanja i praksi iz prosvjetiteljstva, kao što su znanost, racionalizam, industrija, trgovina, demokracija i koncept o progresu. Rein Raud, oslanjajući se na rad Umberta Eca, Pierrea Bourdieua i Jeffreya C. Alexandera, predložili su model kulturne promjene temeljen na potrebama i prijedlozima, procijenjenim prema njihovoj razini potpune svijesti i odobrenim ili ne simbolom državne moći kulturne zajednice o kojoj je riječ.

## Kulturna invencija
Kulturna invencija danas se odnosi na svaku novu inovaciju koja se smatra korisnom za skupinu ljudi i izražena u njihovom ponašanju, ali ne postoji kao fizički objekt. Čovječanstvo se nalazi u razdoblju brze kulturne promjene na globalnoj razini, potaknuto širenjem međunarodne trgovine, masovnih medija i, iznad svega, eksplozijom stanovništva broj između ostalih faktora. Kulturno repozicioniranje znači rekonstrukciju kulturnog koncepta društva.
Na kulture iznutra utječu i sile koje potiču promjenu i one koje joj se suprotstavljaju. Te su sile povezane s društvenim strukturama i prirodnim događajima, te su uključene u održavanje kulturnih ideja i praksi unutar postojećih struktura, koje su podložne promjenama.

## Društveni sukob
Društveni sukobi i razvoj tehnologija mogu proizvesti promjene unutar društva mijenjanjem društvene dinamike i promicanjem novih kulturnih modela te poticanjem ili omogućavanjem generativnog djelovanja. Te društvene promjene mogu pratiti ideološke promjene i druge vrste kulturnih promjena. Na primjer, američki feministički pokret uključio je nove prakse koje su dovele do promjene u rodnim odnosima, mijenjajući i rodnu i ekonomsku strukturu. Uvjeti okoline također mogu biti faktori. Na primjer, nakon što su se tropske šume vratile na kraju posljednjeg ledenog doba, bile su dostupne biljke prikladne za pripitomljavanje, što je dovelo do izuma poljoprivrede, što je zauzvrat dovelo do mnogih kulturnih inovacija i promjena u društvenoj dinamici.

## Difuzija
Kulture su pod vanjskim utjecajem putem kontakta između društava, što također može proizvesti — ili inhibirati — društvene pomake i promjene u kulturnim praksama. Rat ili natjecanje oko resursa mogu utjecati na tehnološki razvoj ili društvenu dinamiku. Nadalje, kulturne ideje mogu se prenositi iz jednog društva u drugo putem difuzije ili akulturacije. U difuziji oblik nečega (iako ne nužno i značenje) prelazi iz jedne kulture u drugu. Primjerice, zapadni lanci restorana i kulinarski brendovi potaknuli su znatiželju i fascinaciju Kineza kad je Kina krajem 20. stoljeća otvorila svoje gospodarstvo međunarodnoj trgovini.
Širenje poticaja (dijeljenje ideja) odnosi se na element jedne kulture koji dovodi do izuma ili širenja u drugoj. S druge strane, izravno posuđivanje često se odnosi na tehnološku ili opipljivu difuziju iz jedne kulture u drugu. Teorija širenja inovacija predstavlja model utemeljen na istraživanju zašto i kada pojedinci i kulture usvajaju nove ideje, prakse i proizvode.

## Akulturacija
Akulturacija ima različita značenja. Ipak, u ovom kontekstu, to se odnosi na zamjenu obilježja jedne kulture drugom, poput onoga što se dogodilo određenim indijanskim plemenima i mnogim autohtonim narodima diljem svijeta tijekom procesa kolonizacije. Povezani procesi na individualnoj razini uključuju asimilaciju (usvajanje druge kulture od strane pojedinca) i transkulturaciju. Transnacionalni protok kulture odigrao je veliku ulogu u spajanju različitih kultura i dijeljenju misli, ideja i uvjerenja.

## Postizanje kulturne promjene
Termin koriste Knott i sur. iz Odjela za strategiju premijera u njihovoj publikaciji iz 2008. Postizanje kulturne promjene: okvir politike. U radu se opisuje kako javna politika može postići društvenu i kulturnu promjenu kroz 'nizvodne' intervencije uključujući fiskalne poticaje, zakonodavstvo, propise i pružanje informacija te također 'uzvodne' intervencije kao što su roditeljstvo, vršnjački programi i mentorski programi ili razvoj društvenih i društvenih mreža.
Ključni koncepti na kojima se rad temelji uključuju:
- Kulturni kapital - poput stavova, vrijednosti, težnji i osjećaja samoučinkovitosti koji utječu na ponašanje. Sam kulturni kapital je pod utjecajem ponašanja tijekom vremena
- Promjenjivi društveni zeitgeist - pri čemu se društvene norme i vrijednosti koje prevladavaju unutar kulturnog kapitala u društvu razvijaju tijekom vremena
- Proces kojim politički narativ i nove ideje i inovacije pomiču društveni zeitgeist tijekom vremena unutar ograničenja 'elastičnog pojasa' javnog mišljenja
- Proces normalizacije ponašanja - pri čemu ponašanje i radnje prolaze kroz društvene i kulturne norme (na primjer, Knott i dr. tvrde da je iskustvo UK-a s provedbom sigurnosnih pojaseva to uspostavilo i ojačalo kao društvenu normu)
- Korištenje uvida u kupce
- Važnost krojenja političkih programa oko ekološkog modela ljudskog ponašanja kako bi se objasnilo kako će politika komunicirati s kulturnim kapitalom i utjecati na njega tijekom vremena.

- Klinika za planiranje obitelji usmjerena na poboljšanje seksualnog zdravlja
- Zaklada Gates predlaže financijski poticaj gospodarenju otpadom
- Kampanja protiv pušenja na ulicama Jakarte

Knott i sur. koristite primjere iz područja politike kako biste pokazali kako se promjene kulture može primijeniti na kreiranje politike, na primjer:
- Kako bi potaknuli obrazovne težnje, preporučuju više korištenja ranih godina i roditeljskih intervencija, poboljšanu ponudu za djetinjstvo i razvoj pozitivnih narativa o obrazovanju, kao i integrirane savjetodavne sustave, financijsku pomoć i ciljane pristupe društvenom marketingu.
- Za promicanje zdravog života i osobne odgovornosti preporučuju ugradnju zdravog života u infrastrukturu zajednice, izgradnju partnerstava sa školama i poslodavcima, veću podršku jedan na jedan za dobrobit uz korištenje propisa i zakona o nezdravim proizvodima, pružanje robusnih zdravstvenih informacija i zdravstvenog marketinga promicati adaptivne oblike ponašanja.
- Za razvoj ekološki održivih normi preporučuju jačanje održivosti kroz narative politike, korištenje škola i dobrovoljnog sektora za promicanje ekoloških poruka, razvoj infrastrukture koja olakšava donošenje održivih izbora, zajedno sa širim paketom mjera o fiskalnim poticajima, regulaciji, savjetodavnim uslugama i koaliciji pokreta.